# Orrcsepp
Az orrcsepp alatt a nazálisan használt gyógyszeres oldatokat értjük, melyeket az orr gyulladásos, fertőzéses betegségeinek kezelésére használnak (pl. megfázás, influenza, nátha).
A leggyakrabban használt lohasztó orrcseppek  célja, hogy a náthával járó gyulladt orrnyálkahártyát lelohasszák és ezzel javítsák, helyreállítsák  az orrlégzést. Lohasztó orrcseppet csak néhány napig szabad használni, a hozzászokás veszélye miatt. A rendszeres orrcsepphasználat során krónikus (idült) nyálkahártya-gyulladás alakulhat ki.
Tapadós, nagy mennyiségű váladék eltávolítását megkönnyíti az élettani sóoldattal történő orrmosás.

## Felhasználásai
- javítja az orrnyálkahártya állapotát: elősegíti az orrüregben lévő váladék, gyulladásos mediátor  anyagok eltávolítását, lelohasztja a gyulladás miatt duzzadt orrnyálkahártyát.
- gátolja az orrnyálkahártyában zajló gyulladásos folyamatot: az allergia esetében használt antihisztamin- vagy szteroidtartalmú orrspray.
- gátolja a kórokozók szaporodását, ha hatóanyagai között antibiotikum van
- az egész szervezetre ható (szisztémás) vegyületet tartalmazhat, mert bizonyos anyagok jól felszívódnak az orr nyálkahártyájáról például hormonok

## Az ideális nyálkahártya-lohasztókkal szembeni követelmények
- azonnali hosszan tartó hatás, aminek effektusát nem csökkenti az ismételt használat
- hosszú ideig tartó használat esetén sincs az abbahagyás után  nyálkahártya-duzzanat
- nincs mellékhatása az orr mucociliaris rendszerére
- nincs szisztémás mellékhatása.

## Rhinitis medicamentosa
A rhinitis medicamentosa a rhinitis chronica egyik formája, amely valamilyen orrcsepp ismételt és tartós használata  következtében jön létre, gyógyszerfüggő rhinitis.
A beteg annyira hozzászokik az orrcsepphez, hogy nélküle nem kap jól levegőt az orrán. Ahhoz, hogy jól érezze magát, egyre gyakrabban igényli a cseppet. Az érszűkítő hatás elmúltával értágulat lép fel, ami újabb csepp használatára kényszeríti a beteget.
Minden  orrcsepp tartalmaz valamilyen tartósítószert, hogy megakadályozza az oldatban a mikroorganizmusok elszaporodását. Ez általában benzalkónium-klorid, amely a baktériumok falának roncsolásával fejti ki hatását. Ennek káros mellékhatásai lehetnek: 
- asztmás betegen bronchusgörcsöt válthat ki  (Miszkiel et al. 1988)
- a cornea epithelsejtjeit károsíthatja  (Tönum 1975);
- patkánykísérletben a bél intramuralis elemeinek súlyos károsodását észlelték (Sato et al. 1978);
- in vitro tanulmányokban a csillószőrökre toxikusnak találták (Batts et al. 1989).